# Хатштетермарш
Хатштетермарш (њем. Hattstedtermarsch) општина је у њемачкој савезној држави Шлезвиг-Холштајн. Једно је од 132 општинска средишта округа Нордфризланд. Према процјени из 2010. у општини је живјело 327 становника. Посједује регионалну шифру (AGS) 1054043.

## Географски и демографски подаци
Хатштетермарш се налази у савезној држави Шлезвиг-Холштајн у округу Нордфризланд. Општина се налази на надморској висини од 2 метра. Површина општине износи 35,3 km². У самом мјесту је, према процјени из 2010. године, живјело 327 становника. Просјечна густина становништва износи 9 становника/km².